# نوفيم
نوفيم (بالعبرية: נוֹפִים) مستوطنة مجتمعية إسرائيلية، أقيمت على أراضي بلدة دير استيا في محافظة سلفيت شمال الضفة الغربية، وتقع إداريًا ضمن اختصاص مجلس شمرون الإقليمي. في عام 2018 قدر عدد سكانها بحوالي 794 مستوطن.

## التاريخ
وفقا لمعهد الأبحاث التطبيقية - القدس، صادرت السلطات الإسرائيلية 625 دونمًا من أراضي بلدة دير إستيا الفلسطينية القريبة لصالح بناء مستوطنة نوفيم.
تأسست المستوطنة عام 1986 على أراضي مصنفة «كأملاك دولة» بواسطة مجموعة من اليهود الإسرائيليين العلمانيين.

## الجانب القانوني
يعتبر المجتمع الدولي المستوطنات الإسرائيلية في الضفة الغربية غير قانونية بموجب القانون الدولي، لكن الحكومة الإسرائيلية تعارض ذلك.